# Arthur Foulkes
Sir Arthur Alexander Foulkes (11. května 1928, Matthew Town, Bahamy) je bahamský tiskař, novinář, bývalý poslanec, senátor, ministr. Od 14. dubna 2010 do 8. července 2014 generální guvernér Baham. 
Je ženatý, má sedm synů a čtyři dcery.

## Novinářská činnost
První pracovní příležitostí byl tisk novin a to deník Nassau Guardian, pak konkurenční noviny Tribune. Poté byl Sir Arthur zakládajícím redaktorem bahamských Timesů.

## Politická činnost
V roce 1967 byl zvolen do parlamentu a následující rok byl jmenován ministrem komunikací, a pak působil jako ministr cestovního ruchu. Byl jedním ze zakladatelů Volného Národního hnutí v roce 1971.
O rok později tedy roku 1972 je jmenován do Senátu a na druhé období roku 1977, poté znovu zvolen do poslanecké sněmovny v roce 1982.
V roce 1972 byl Foulkes jedním ze čtyř delegátů na Bahamách, kteří byli proti nezávislosti na konference o ústavě v Londýně.
V roce 1992 se stal Foulkes vysokým komisařem Spojeného království, sloužil také jako velvyslanec ve Francii, v Německu, v Itálii, v Belgii a při Evropské unii. Později byl prvním bahamským velvyslancem v Čině a na Kubě a to roku 1999.
Sir Arthur Foulkes složil přísahu jako generální guvernér dne 14. května 2010.